# Кумир (конь)
Кумир (до 1941 — после 1948) — конь светло-серой масти,  на нём Маршал Советского Союза Георгий Константинович Жуков принимал Парад Победы.

## История жизни

### Парад 7 ноября 1941 года
Мало кому известно, что Кумир также участвовал в Параде 7 ноября 1941 года.
Вспоминает кавалерист, Иван Трофимович Максимец:

Осенью сорок первого фашисты были на окраине Москвы. Наш полк, в котором я был командиром первого эскадрона, прикрывал подступы к советской столице. К нам пришло пополнение конного состава. На своего Орла я не жаловался — это был хороший конь, настоящий боевой друг. Поэтому был удивлен, когда меня вызвал командир полка и передал мне белоснежного красавца Кумира. Командир тогда сказал: «Поскольку ты комэск-один, то должен отличаться от других, поэтому и даю тебе прекрасного коня». От такого красавца было грех отказываться. Орла я отдал своему ординарцу, а с Кумиром мы сразу подружились. Породистое животное арабско-кабардинских кровей стало мне настоящим другом. Я даже мог с ним разговаривать. Бывало, подойдешь к нему, а он голову на плечо положит и как будто пытается что-то на ухо сказать. А если копыта ему почистить надо, так он ногу сам поднимал — одним словом, умнейшее животное было.
В первых числах ноября 1941 года нас в обстановке строжайшей секретности сняли с позиции и отправили в Москву на центральный аэродром в районе Ленинградского проспекта. Там были собраны и другие воинские части. Нам говорили, что москвичи хотят посмотреть на войска, которые готовятся для отправки на фронт, и поэтому в районе Крымского моста пройдёт небольшой смотр. И только вечером накануне седьмого ноября мы узнали, что будем участвовать в параде на Красной площади. Утро выдалось по-настоящему зимним: небо затянули темные тучи, шёл густой снег. За несколько минут до начала парада прозвучал голос Левитана: «Внимание, внимание! Говорят все радиостанции Советского Союза: Центральное радио Москвы начинает передачу с Красной площади парадом частей Красной Армии, посвященным 24-й годовщине Великой Октябрьской социалистической революции». А ровно в восемь утра начался парад, который принимал заместитель наркома обороны Маршал Советского Союза Семён Будённый.
— Иван Трофимович Максимец

### Подготовка к Параду Победы
И. В. Сталин дал указание принимать Парад Победы на коне белой масти, которая символизирует Победу и Славу.
Сталин дважды делал строгий выговор маршалу С. М. Будённому за то, что различные маршалы принимают парад на Красной площади на одной и той же лошади. По словам Семёна Михайловича, Сталин после высказанных резких упрёков спросил его: «Что у вас мало конных заводов? Или вы не можете выбрать для парада других лошадей?»
Семён Михайлович Буденный очень болезненно переживал этот упрёк Сталина. На следующий день после ноябрьских праздников он срочно вызвал к себе, в Наркомат обороны СССР, Игоря Федоровича Бобылёва — ветеринарного врача Манежа Наркомата обороны СССР, и с волнением рассказал о случившемся. После небольшой паузы он сказал: «Я сам немедленно поеду в конные заводы выбирать лошадей».

### Отбор
Однажды к нам в полк приехал полковник, записал в блокнот данные о всех видных лошадях. Как оказалось, он бывал и в других кавалерийских частях. А недели через две командир полка приказал срочно передать моего коня Кумира представителю Генерального штаба.
— Иван Трофимович Максимец
В Манеже Наркомата Обороны СССР были лошади, подготовленные специально для торжественных мероприятий подобных Параду, однако, из-за богатырской стати Георгия Константиновича, эти лошади ему не подходили. Жукову необходим был конь более «капитальный». На поиски подходящего коня было отведено пять дней. Искали по всей стране: в кавалерийских частях, на Московском ипподроме, на Московском конном заводе, в кавалерийском клубе ДОСААФ, Высшей офицерской кавалерийской школе имени Будённого, в конно-спортивных школах и других организациях. Наконец, наткнулись на Кумира из кавалерийского полка дивизии имени Ф. Дзержинского войск НКВД (часто ошибочно указывается МГБ (создано в марте 1946-го) или КГБ (создан в марте 1954-го), хотя тогда, разумеется, данная организация ещё не носила этого названия). Коня осмотрели Буденный, Антонов и другие — все остались довольны. Когда Жуков сел на Кумира, стало понятно, что в верховой езде он мастер.
Оба маршала, и Жуков и Рокоссовский, тренировались около месяца — Жуков входил в манеж, молча занимался выездкой и быстро уезжал на работу. Рокоссовский мог ещё долго любоваться лошадью, которую солдаты отшагивали после работы.
На смотр приехал сам Верховный Главнокомандующий Сталин.

Я сначала не поверил. А потом глянул в сторону и обомлел: верховный главнокомандующий! Сталин стоял рядом с белым жеребцом Кумиром. Он осмотрел коня, погладил, но не сел. «Жуков пусть садится», — сказал. Вскоре приехал и маршал. Он с необычайной лёгкостью вскочил в седло, взял галоп, проехался туда-обратно, потом похлопал Кумира по шее и спросил, кто тренировал. «Я», — говорю. — «Молодец! У нас с тобой одинаковое чувство лошади!» — воскликнул маршал.
Когда Г. К. Жуков появился в Манеже и сел на Кумира, мы сразу поняли, что все в порядке и опыта в искусстве верховой езды ему не занимать. В седле он чувствовал себя как рыба в воде и в подсказках не нуждался. Позднее я узнал, что он сам может любому подсказать.
В первый же день Г. К. Жуков, слезая с Кумира, увидел на голенищах своих сапог едва заметную белизну и сразу же сделал мне строгое замечание, больше, правда, взглядом и перстом, чем словами. Естественно, я вытянулся по швам и извинился. Г. К. Жуков, не прощаясь, уехал из Манежа. Для того чтобы ясна была причина этого инцидента, расскажу следующее.
До прибытия в Манеж конь Кумир находился в кавалерийском полку КГБ, в котором требования ухода и содержания лошадей были не такие строгие, как у нас в Манеже. Поэтому для того чтобы Кумир соответствовал нашим требованиям, мы его мыли под тёплым душем. И… переусердствовали! — от теплой воды эпидермис кожного покрова начал шелушиться. После упрека Г. К. Жукова мытьё Кумира кончилось. Мы начали его чистить с использованием березового угля. Г. К. Жуков оснований для замечаний больше не имел.
— Николай Фёдорович Овчинников
Чем ближе Парад, тем напряжённее становилась жизнь обслуги и Кумира. Коня долго водили шагом по Манежу, учили делать остановки, проходить строй галопом, подводили коня к танкам, приучали к разным шумам, для чего вызывали в Манеж целый оркестр. Месяц Кумира кормили по высшему разряду — «деликатесами». А за два дня до Парада посадили на голодную диету. Два офицера войск НКВД круглые сутки охраняли коня.

Весь этот месяц мы ночевали в Манеже. А 24 июня с пяти утра начались последние приготовления — макияж для Кумира. Уверен, ни один парикмахер не наводил такой лоск на женщин, как мы на парадных лошадей. Но и красота получилась неописуемая!
— Илья Семёнович Козак

### Парад Победы
В день Парада Победы накрапывал дождь, и коней заботливо накрыли попонами.
Ровно в 10 часов утра, по первому удару Кремлёвских курантов из ворот Спасской башни выехал на серебристо-белом Кумире Маршал Советского Союза Г. К. Жуков. Его сопровождал, также на белом коне по кличке Целебес, адъютант полковник Пётр Павлович Зеленский. Они направились к Мавзолею. Навстречу от стен Исторического музея с шашкой наголо скакал на Полюсе Рокоссовский. Его сопровождал адъютант — подполковник Клыков на коне по кличке Орлёнок.
Моросящий дождь не помешал полководцам красиво скакать манежным галопом по Красной Площади, встречаться с представителями всех фронтов. Объехав и поприветствовав войска, стоящие на площадях Революции и Манежной, Жуков и Рокоссовский под звуки «Славься!» Глинки неслись чуть ли не карьером по Историческому проезду, снова на Красную Площадь, которая встречала их громким солдатским «Ура-а-а!» и бурными аплодисментами. Рокоссовский остановил Полюса возле Исторического музея. А Жуков разгоряченного Кумира — возле Мавзолея, после чего быстро спешился и, похлопав коня по шее, направился на трибуну Мавзолея.

Я настолько знал своих жеребцов, что был уверен: даже громкое «Ура!» и мощные залпы их не испугают. Эх, были тогда лошади…
— Николай Фёдорович Овчинников

### Встреча с прежним хозяином
— Где опять стали участником парада — на этот раз Победы?
— С середины июня 1945 года на Центральном аэродроме начались тренировки войск к Параду Победы, а 24 июня по главной площади Советского Союза прошли сводные полки фронтов, Наркомата обороны, Военно-морского флота, военной академии и училища. Парад принимал Маршал Советского Союза Жуков. Я стоял в первой шеренге третьим от фланга в нашем парадном расчёте. Смотрю, Жуков из Спасских ворот выехал на белой лошади и начал объезжать войска. Уже только вид белого красавца скакуна заставил мое сердце забиться сильнее, чем обычно. А когда Жуков на коне остановился напротив нашего расчёта, я чуть было не закричал: «Это же мой конь Кумир!»
— А как вы узнали его, по каким-то отметинам?
— Я же кавалерист, мне никаких отметин не надо. Ведь лошадь — это как человек, а на войне и боевой товарищ. Своего Кумира я бы и через много лет узнал. Вот стою и смотрю на него, думаю окликнуть, так ведь Жуков накажет, вплоть до того, что разжалует — строгий он был. И вы знаете, Кумир меня тоже узнал, подошёл ближе, и в этот момент Жуков отвернулся. Я быстрым движением руки погладил морду коня. В ответ он лизнул мои пальцы. Вот так мы и повстречались. Больше я Кумира не видел. Позже узнал, как мой конь оказался у Жукова и как нашли лошадь для командующего парадом маршала Рокоссовского.
— Иван Трофимович Максимец

### После Парада
После парада его отправили обратно в кавалерийский полк войск НКВД. Вспомнили о нём через три года. Буденный приказал разыскать коня для майского парада 48-го года. И вновь Кумир предстал перед Сталиным. Увы, эти «смотрины» оказались для него последними. Видимо, красавец-конь напомнил генералиссимусу о звёздном часе тогда уже не любимого им маршала Жукова.
После тех смотрин Будённый приехал к нам в Манеж в мрачном настроении. «Знаете, — сказал он, — товарищ Сталин запретил принимать парады на белом коне, давайте другую лошадь найдем». Кумира отправили обратно в полк. Больше о нём никто не слышал.
— Илья Семёнович Козак

## Потомство
Потомок Кумира на Параде в Москве 9 мая 2010 года, как сообщалось в ходе парада, вёз командира парадного расчёта Вооружённых Сил Туркменистана. Однако, историки и участники легендарного Парада Победы усмотрели существенную разницу в породах.

## Память
Маршал Георгий Константинович Жуков часто изображается верхом на Кумире. Среди прочего, это монументы в бронзе, в Москве и Екатеринбурге, а также марка «Парад Победы. Маршал Жуков на белом коне»

Памятник в Москве
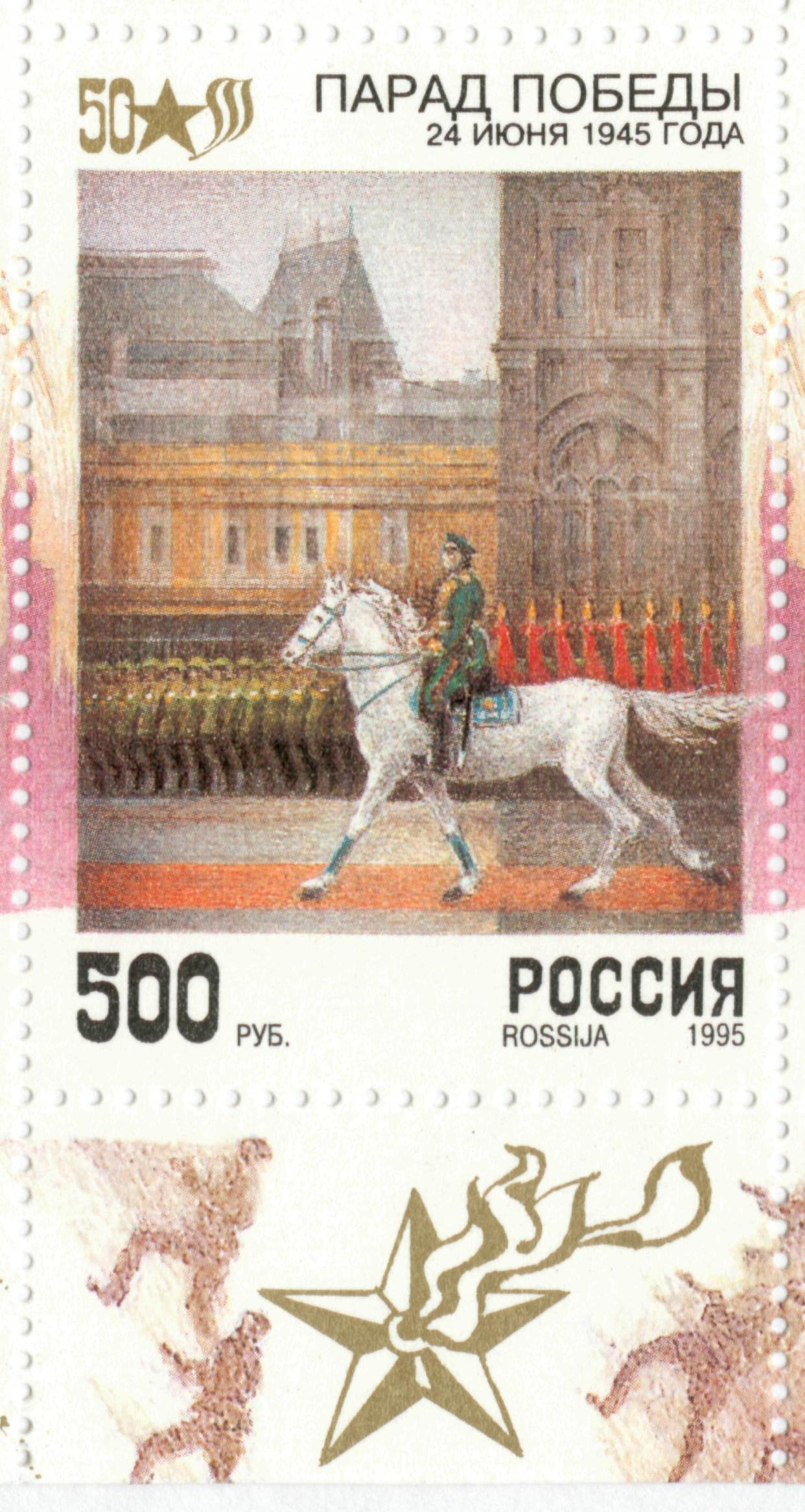
Из марочного листа «50 лет Победы в Великой Отечественной войне»

## Споры
До сих пор идут споры о лошади, на которой принимал парад Г. К. Жуков в 1945 году. Профессор И. Ф. Бобылев утверждал в научных публикациях, что Кумир (арабо- доно-кабардинец) родился в Терском конном заводе. Современные исследователи этого вопроса уже не застали в живых участников и свидетелей тех событий. Но и доступные факты ставят под сомнение участие Кумира в Параде Победы. Достоверно известно следующее: все лошади Терского завода таврились крупным горячим тавром на бедре — прописной буквой «Т» с волнообразной линией поверх буквы. То есть, у лошади, рождённой в знаменитом Терском конном заводе в те годы, должно было располагаться на бедре хорошо заметное чёрное тавро, чего у парадной лошади маршала Жукова нет. Есть веские основания полагать, что скакуном Победы был ахалтекинский Араб (армейская кличка Казбек). Достоверно известно, что Араб стоял в манеже Наркомата Обороны, его хорошо знал Г. К. Жуков, не раз ездил на нём верхом. Разобраться, когда произошла путаница с лошадьми, уже не представляется возможным. Известно, что коня до начала парада временно содержали в конюшне кавполка дивизии имени Ф. Дзержинского войск НКВД. Отсюда и версия. Также существует ещё одна версия, что якобы и Кумир, и Араб (Казбек) одно время стояли вместе в манеже. Грубоватый Кумир, по воспоминаниям очевидцев, Жукову не нравился. Сторонники версии, по которой в параде победы участвовал Кумир, ссылаются на нехарактерный для ахалтекинской породы экстерьер — поэтому Араб (Казбек) не может быть скакуном Победы (хотя эти доводы объективными назвать нельзя, поскольку в каждой породе существуют внутрипородные типы; ахалтекинские лошади, большей частью, отличаются сухостью и лёгкостью конституции, тогда как Араб был хорошо обмускуленным и костистым жеребцом среднего типа. Есть три породных типа в верховых породах: легкий, средний, густой).
По окончании спортивной карьеры Казбек был назначен в конный завод производителем. Хотя приплода он дал мало, но оставил значительный след в породе. В 1952 году, когда Арабу было уже 22 года, от него получили вороного Абсента от Баккары. Абсент, в 1960 году в Риме, под седлом Сергея Филатова привез первое золото олимпийской сборной СССР в выездке. До того момента конный спорт, считавшийся уделом аристократов, был закрыт для страны Советов. До этого, в 1956 году, выступившую достойно советскую сборную засудили. Абсент также отличался могучим для ахалтекинца телосложением и также оставил след в породе как производитель, основав свою линию. Версия, что в параде Победы-2010 участвовал потомок коня Победы-1945, в этом свете выглядит не такой уж неправдоподобной. Текинский жеребец, в родословной которого течет кровь Араба — неоспоримый факт. История же Кумира темная и малоизвестная. Жеребец выращен для частей РККА, был полукровной верховой лошадью. Ни до парада, ни после него его кличка больше нигде не светилась. Не правда ли, весьма странная история для лошади такого статуса? Мир конников тесен, и вряд ли за лошадью, заслуживающей внимания, не следили. Также вызывает сомнение тот факт, что для кремлёвского исторического события взяли бы заурядную лошадь. Араб родился в 1930 году от Аг-Ишана и Ата-Гуль, был правнуком знаменитого Бойноу. В Туркмении с 2 до 4 лет участвовал в скачках. В 5 лет жеребец стал участником знаменитого конного пробега 1935 года Ашхабад-Москва. По прибытии жеребца подарили маршалу Буденному, который передал жеребца К. Е. Ворошилову. В Москве Араб выступал успешно в конкуре под седлом Елиазара Левина. Позже жеребца тренировали по программе Высшей школы верховой езды.
Есть фото- и видео- документы, на который присутствует Араб (Казбек) в бытность его молодым темно-серым жеребцом, характерного для ахалтекинской лошади легкого телосложения (особенно для молодой лошади), и в бытность его светло-серым, белоснежным, заматеревшим, обмускуленным жеребцом. Тогда как информации о, казалось бы, знаковой лошади парада Победы — Кумире — весьма мало. В целом, на статус «Лошадь Победы» есть и другие претенденты, но при детальном разборе их участие в знаменитом параде отпадает. Так, в журнале «Огонек» (1986 г., № 28, с. 13) в статье Ю. Христинина «Конь маршала» говорится о терской лошади по кличке «Цепкий». Т. Пономарева в публикации «Арабские лошади на Ставрополье» («Кавказская здравница», 1988 г.) пишет: «Эталоном терской породы можно назвать белоснежного жеребца „Символа“, на котором маршал Жуков принимал на Красной площади исторический парад Победы», а в газете «Сельская жизнь» за 1988 г. лошадью маршала назван некий Салют.
В кремлёвском манеже конца 1930-1940 годов прекрасно знали донского Севера (на котором С. М. Буденный был на параде 1941 года), высококровного Полюса (на котором  К. К. Рокоссовский был на параде 1945 года) и серого Араба (армейская кличка Казбек, который был под седлом Г. К. Жукова на параде 1945 года и на котором Елизар Левин становился чемпионом СССР по конкуру).